# Clan Itō
Le clan Itō (伊東氏, Itō-shi) est un clan japonais qui prétend descendre du guerrier médiéval Suketoki Itō (fils de Suketsune Kudō), qui est renommé pour son intervention dans l'incident impliquant les frères Soga. La famille devient un pouvoir de modération tant en termes d'influence que de capacité à la fin de l'époque Sengoku du Japon féodal. Durant l'époque de Heian au XIIe siècle, les relations de la famille Itō avec le shogunat de Kamakura sont inexistantes après un épisode conflictuel causé par Ito no Sukechika que Minamoto no Yoritomo fait exécuter pour trahison (usurpation de terres) et finalement pour avoir agi contre la volonté à la fois de son père et de son frère ainé.

Mon (emblème) du clan Itō.

La famille Itō traverse l'époque de Muromachi et reste un clan puissant pendant une bonne partie de l'époque Sengoku. Son rival le plus sérieux à l'époque est le clan Shimazu. Ce clan qui a unifié les provinces de Satsuma et Ōsumi sous son contrôle, commence à s'opposer aux Itō en 1570. Ceux-ci sont finalement défaits par les Shimazu en 1578. Yoshisuke, le chef de famille, se rend à Kyoto par la province d'Iyo chercher de l'aide de la part de Toyotomi Hideyoshi. Les anciennes terres de la famille sont recouvrées en 1587, à la suite de l'invasion de Kyushu par Toyotomi Hideyoshi et la défaite des Shimazu. Pendant la période Edo, les Itō conservent leurs possessions qui prennent le nom « domaine d'Obi ».
Le comte Itō Sukeyuki, amiral de l'ère Meiji, descend de cette famille.

## Source de la traduction
- (en) Cet article est partiellement ou en totalité issu de l’article de Wikipédia en anglais intitulé « Itō clan » (voir la liste des auteurs).